# قلم رصاص

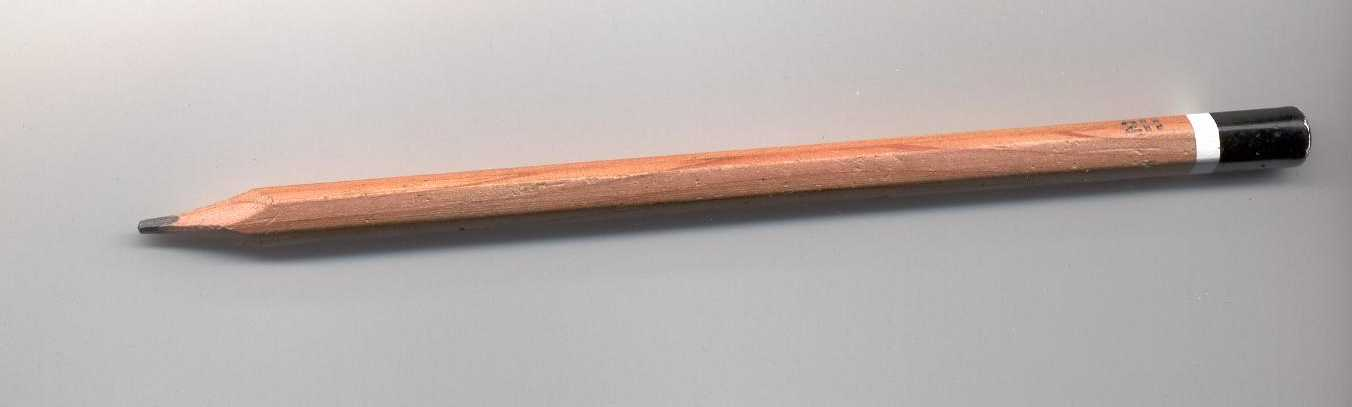
قلم رصاص

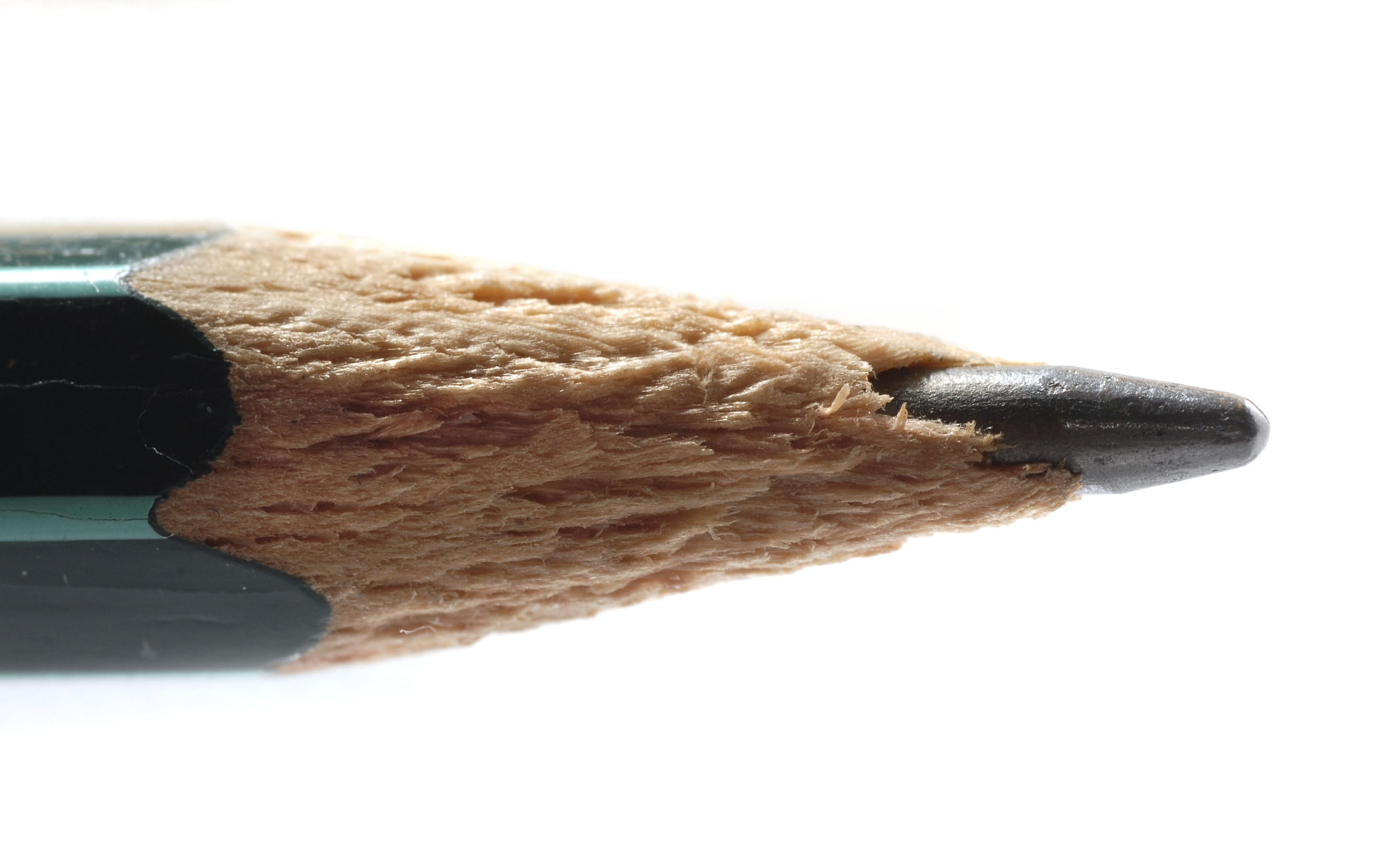
صورة ماكرو لقلم الرصاص

قلم الرصاص هو أداة أسطوانية الشكل تستخدم في الكتابة والرسم وخصوصا على الورق، وتتميز عن بقية الأقلام بقابليتها للمسح أو الإزالة.
و على عكس المعروف فإن المادة الأساسية في قلم الرصاص هي من الجرافيت أو الكربون المخلوط مع الطين، وتغلف هذه المادة بالخشب أو البلاستك، تكون الكتابة بقلم الرصاص سهلة وقابلة للمسح أو التعديل بواسطة الممحاة وكذلك يمكن بريه بواسطة المبراة.
اخترع قلم الرصاص في القرن الثامن عشر، حيث كان يستخدم قبل ذلك الريشة أو القصبة للكتابة بالحبر السائل[بحاجة لمصدر].

## تسمية قلم الرصاص
كانت في روما القديمة طريقة الكتابة على طريق عود معدني يكتب على ورق البردي الذي كانو يستخدمونه قبل اكشاف الورق وكان العود المعدني يترك أثرا بسيطا لكنه يعتبر مقروءا ومفهوما وقد كانت تلك هي طريقة[الكتابة] عندهم وبعد ذلك استخدموا مادة [الرصاص] في الكتابة، التي ما زالت هذه التسمية موجودة إلى الآن في حياتنا اليومية مع أن لب قلم الرصاص مصنوع من مادة تسمى الجرافيت.وكلمة «قلم رصاص» تعود لأصول لاتينية وهي كلمة " penicillus " وتعني «الأثر الصغير».

## خطوات تصنيع قلم الرصاص
1. يُقطع خشب شجر الأرز إلى كتل خشبية أصغر تُصنع منها أقلام الرصاص.
2. بعد ذلك، تُقطع تلك الكتل إلى شرائح خشبية أصغر.
3. تُعالج تلك الشرائح الخشبية عن طريق الشمع والأصباغ.
4. عن طريق إحدى الماكينات تُحفر أخاديد غائرة بداخل الشرائح الخشبية، لتُوضع مادة الكتابة بداخلها «وهي الجرافيت».
5. تٌصنع مادة الكتابة بداخل القلم من عجينة مكونة من الجرافيت والطمي، وهي التي تُوضع بداخل الشريحة المحفورة، وبعد ذلك تُلصق بشريحة أخرى حُفرت بنفس الطريقة «لعمل ما يشبه السندويتش».
6. هنا تُدخل الشريحتين إلى ماكينة أخرى لإخراج الشكل النهائي لقلم الرصاص، بحوافه المعروفة لنا.
7. يُقطع كل قلم على حدة من القطعة الطويلة الكبيرة ويُعالج عن طريق «صنفرته بالرمال» ليصبح ذو سطح ناعم.
8. في الخطوة التالية، يُطلى كل قلم، ثم يُكشط جزء من طرف القلم ليُركب فيها حلقة معدنية تدخل ممحاة «الأستيكة» فيها.
9. تُدخل الحلقة المعدنية والممحاة في القلم ليصبح جاهزا للاستخدام.

## ألوان قلم الرصاص
تختلف الألوان المستخدمة في طلاء أقلام الرصاص من دولة إلى أخرى، ففي الولايات المتحدة يتم اعتماد اللون الأصفر لطلاء القلم الرصاص ويعود السبب في ذلك إلى أن الصين كانت تصدّر لهم نوع من الجرافيت ذي جودة عالية والذي يتميز باللون الأصفر فأصبح يستخدم في الولايات المتحدة للإشارة إلى الجودة العالية، ولا تعتمد كافة الدول اللون الأصفر كلون أساسي لطلاء القلم الرصاص حيث في ألمانيا على سبيل المثال يستخدم اللون الأخضر غالبا لطلاء الأقلام وفيما يلي توضيح للألوان الغالب استخدامها في طلاء الأقلام الرصاص:
- أمريكا وكندا «أصفر»
- ألمانيا «أخضر»
- الهند«أحمر مع أسود»
- المملكة المتحدة «أصفر مع أسود»
- سويسرا «أحمر».
- العراق أحمر وبرتقالي وأسود وغيرها.

لا يتم تصنيع ماكينات إنتاج أقلام الرصاص في أي من الدول العربية بل تتخصص في ذلك دول ألمانيا وإنجلترا والصين وهونغ كونغ وبعض دول شرق آسيا.